# Brünnelistock
Brünnelistock är ett berg i Schweiz.   Det ligger i distriktet Bezirk March och kantonen Schwyz, i den östra delen av landet, 120 km öster om huvudstaden Bern. Toppen på Brünnelistock är 2 133 meter över havet, eller 251 meter över den omgivande terrängen. Bredden vid basen är 2,0 km.
Terrängen runt Brünnelistock är bergig åt sydost, men åt nordväst är den kuperad. Runt Brünnelistock är det ganska tätbefolkat, med 179 invånare per kvadratkilometer.. Närmaste större samhälle är Rapperswil, 19,4 km nordväst om Brünnelistock. 
I omgivningarna runt Brünnelistock växer i huvudsak blandskog.